# Charline Avenel
Charline Avenel, nacido el 24 de mayo de 1978, es un alto funcionario francés y Rector de la Academia de Versalles desde el 24 de octubre de 2018 hasta el 13 de julio de 2023.

## Biografía

### Juventud y estudios
Charline Avenel es graduada de Sciences Po. Es exalumna de la Escuela Nacional de Administración, promoción 2002-2004 "Léopold Sédar Senghor".

### Carrera profesional
Charline Avenel inició su carrera en el Ministerio de Economía y Finanzas en el Departamento de Presupuesto (2004-2007), como asistente del jefe de la oficina de educación y educación superior.
En 2008, fue nombrada asesora presupuestaria de Valérie Pécresse, ministra de Educación Superior e Investigación, y luego directora adjunta de su gabinete.
Luego fue jefa de gabinete adjunta del ministro Laurent Wauquiez en el mismo ministerio.
De 2012 a 2013, fue directora adjunta de la Agence nationale de la recherche.
En 2013, Frédéric Mion la nombró secretaria general de la Fundación Nacional de Ciencias Políticas, que supervisa Sciences Po. Permaneció en este puesto durante 5 años. Se dedicó a varios expedientes, entre ellos la adquisición del Hôtel de l'Artillerie. También creó “Sciences Mômes”, una operación destinada a abrir las puertas de la institución a los hijos de los empleados. Abordó el tema de la igualdad de género al crear la primera unidad contra el acoso en Sciences Po.
Un decreto del 24 de octubre de 2018 la nombra rectora de la Academia de Versalles (Yvelines, Essonne, Altos del Sena, Valle del Oise), la academia más grande de Francia con 1.200.000 estudiantes y 100.000 empleados, sucediendo a Daniel Filâtre que se jubila.
Deja su cargo en julio de 2023 para unirse al grupo privado de educación superior Ionis.

## Premios
- Comandante de la Orden de las Palmas Académicas[9]
- Caballero de la Orden de las Artes y las Letras[10]